# 十字薹草
十字薹草（学名：Carex cruciata）为莎草科薹草属的植物。分布于印度、台湾岛、日本南部、中南半岛、马达加斯加、喜马拉雅山地区、印度尼西亚以及中国大陆的湖北、西藏、江西、福建、浙江、湖南、广东、云南、海南、四川、广西、贵州等地，生长于海拔330米至2,500米的地区，多生长于路旁、沟边草地、林边及火烧迹地，目前尚未由人工引种栽培。

## 别名
烟火苔（台湾植物志）

## 异名
- Carex cruciata Wahl ssp. rubro-brunnea (Ohwi) T. Koyama